# Cesar Barone
Pour les articles homonymes, voir Barone.
Cesar Barone est un tueur en série américain né Adolph James Rode le 4 décembre 1960 à Fort Lauderdale en Floride, et mort le 24 décembre 2009 à Salem en Oregon. Il fut condamné à mort en 1995 pour avoir agressé et tué quatre femmes dans la région de Portland entre 1991 et 1993.

## Biographie
Lorsqu'il a trois ans, sa mère abandonne le foyer conjugal et part vivre avec un autre homme ; ses parents divorcent l'année suivante et Cesar est élevé par son père et sa nouvelle compagne.
À l'âge de quinze ans, il s'introduit dans le domicile d'Alice Stock, une voisine septuagénaire, la menace d'un couteau et lui ordonne de se déshabiller : la vieille dame refuse et Cesar quitte les lieux. Pour cette agression et autres actes de délinquance, il est placé dans un centre pour adolescents à problèmes mais, dès sa sortie, replonge dans la délinquance. Adolescent violent et anti-social, Cesar Barone devient un consommateur régulier d'alcool et de drogues (quaalude, cocaïne, LSD...) et commet de nouveaux cambriolages et agressions avant d'être arrêté en 1977 : il est alors condamné à deux ans de prison ferme. Libéré en novembre 1979, il tentera de violer quelques mois plus tard son ex-belle-mère qui parviendra à lui échapper.
En 1980, Cesar Barone est de nouveau condamné pour plusieurs cambriolages et emprisonné. Durant son incarcération à la prison de Cross City en Floride, il agressera une surveillante pénitentiaire et tentera de la violer : il sera alors transféré à la prison d'État de Floride, à Starke, où il fera la rencontre du tueur en série Ted Bundy.
Libéré en 1987 après sept ans de détention, il part s'installer dans l'État de Washington où vit sa compagne, Kathi Scarbrough, rencontré en prison. Il décide peu après de changer officiellement d'identité : Adolph James Rode devient « Cesar Francesco Barone ». En 1988, Cesar et Kathi se marièrent et déménagèrent à Hillsboro, en Oregon.
En 1989, ne parvenant pas à conserver un emploi (il change six fois d'employeurs en quelques mois), Cesar Barone décide de s'engager dans l'armée. Il y recevra la qualification de « bon tireur » au M16, le badge de parachutiste et celui de secouriste. En décembre de la même année, il participe à l'invasion américaine du Panama et affirmera plus tard avoir tué de nombreux Panaméens, civils et militaires. En 1990, il est accusé d'avoir montré son sexe à une femme officier et finit par être renvoyé de l'armée après que ses supérieurs apprennent qu'il avait changé d'identité et passé plusieurs années en détention.
De 1991 à 1993, Cesar Barone tue au moins quatre femmes dans les environs de Portland après les avoir agressées sexuellement et viole au moins trois autres femmes au cours de la même période sans les tuer,. Le nombre de victimes pourrait être plus élevé.
Il est arrêté le 27 février 1993 et condamné à mort en 1995.
Le 24 décembre 2009, Cesar Barone décède d'un cancer dans le pénitencier d'État de l'Oregon (en), à Salem, après avoir passé plusieurs semaines dans la section médicale du pénitencier.

## Liste des victimes connues
| Date          | Identité         | Âge | Lieu      |
| ------------- | ---------------- | --- | --------- |
| Avril 1991    | Margaret Schmidt | 61  | Hillsboro |
| Octobre 1992  | Martha Bryant    | 41  | Hillsboro |
| Décembre 1992 | Chantee Woodman  | 23  | Hillsboro |
| Janvier 1993  | Betty Williams   | 51  | Portland  |